# Al-Qawalisch
Koordinaten: 32° 0′ N, 12° 38′ O
Al-Qawalisch (arabisch القواليش, DMG al-Qawālīš; französisch Goualich; englisch Al-Qawalish, deutsch auch al-Kawalisch und al-Gawalish) ist eine libysche Ortschaft mit etwa 4.000 Einwohnern.

## Lage
Der Ort al-Qawalisch liegt am Rande des Nafusa Berglands, 100 Kilometer südlich von Tripolis, 50 Kilometer westlich von Gharyan und 15 Kilometer von Yafran im Munizip al-Dschabal al-Gharbi.

## Geschichte
Regierung und Rebellen kämpften während des Bürgerkriegs in Libyen mehrmals in al-Qawalisch. Grund dafür ist die geostrategische Bedeutung des Ortes für Angriffe auf Gharyan und die Hauptstrasse nach Tripolis. So nahmen Aufständische den Ort am 6. Juli 2011 nach schweren Artilleriegefechten ein. Human Rights Watch berichtete, dass Gaddafi-treue Truppen zuvor um al-Qawalisch drei Minenfelder gelegt hatten aus mehreren hundert T-AB-1 Antipersonenminen brasilianischer Herkunft und dutzenden chinesischen Type-72SP Landminen. Die Einwohner flüchteten vor der Eroberung. In der Folge kam es zu Plünderungen, Vandalismus und Brandstiftungen durch die Rebellen. Am 13. Juli starteten Gaddafi-treue Kämpfer einen morgendlichen Gegenangriff und eroberten kurzzeitig al-Qawalisch, bevor sie wieder von den Rebellen zurückgedrängt wurden. Am 24. Juli gab es heftige Gefechte, in denen auch schwere Waffen, wie Raketen, eingesetzt wurden.
Nach dem Krieg konnten viele Bewohner aufgrund von Auseinandersetzungen mit den Milizen benachbarter Stämme nicht in ihre Häuser zurückkehren. Die libyschen Behörden unternahmen keine ernsthaften Anstrengungen, sie dabei zu unterstützen.